# Hollywood (Alabama)
Hollywood is een plaats (town) in de Amerikaanse staat Alabama, en valt bestuurlijk gezien onder Jackson County.

## Demografie
Bij de volkstelling in 2000 werd het aantal inwoners vastgesteld op 950.
In 2006 is het aantal inwoners door het United States Census Bureau geschat op 933, een daling van 17 (-1,8%).

## Geografie
Volgens het United States Census Bureau beslaat de plaats een oppervlakte van
23,1 km², geheel bestaande uit land. Hollywood ligt op ongeveer 220 m boven zeeniveau.

## Plaatsen in de nabije omgeving
De onderstaande figuur toont de plaatsen in een straal van 24 km rond Hollywood.